# Thomas Kelly
Thomas Cajetan Kelly OP (ur. 14 lipca 1931 w Rochester, Nowy Jork, zm. 14 grudnia 2011 w Louisville, Kentucky) – amerykański duchowny katolicki, dominikanin, w latach 1981–2007 arcybiskup Louisville.
Do zakonu dominikanów wstąpił w roku 1951. Święcenia kapłańskie otrzymał 5 czerwca 1958. Na Uniwersytecie św. Tomasza w Rzymie uzyskał doktorat z prawa kanonicznego. Studiował też w Wiedniu i Cambridge. Pracował od roku 1962 jako sekretarz prowincji dominikanów w Nowym Jorku, a następnie od 1965 w Waszyngtonie jako sekretarz i archiwista ówczesnej Delegatury Apostolskiej. W kolejnych latach służył w Konferencji Biskupów Amerykańskich, gdzie był m.in. przewodniczącym biura administracyjnego i sekretarzem generalnym. 
12 czerwca 1977 roku otrzymał nominację na biskupa pomocniczego Waszyngtonu ze stolicą tytularną Tusuros. Sakry udzielił mu ówczesny przewodniczący episkopatu USA Joseph Bernardin, późniejszy arcybiskup Chicago i kardynał. 28 grudnia 1981 awansowany został na urząd arcybiskupa metropolity Louisville w Kentucky. W Konferencji Biskupów Amerykańskich był członkiem wielu komisji, m.in. ds. Kodeksu Prawa Kanonicznego. Co najmniej kilkanaście uczelni amerykańskich nadało mu tytuł doktora honoris causa. W roku 2007 celebrował rocznice 25-lecia na urzędzie metropolity Louisville, 30-lecia sakry biskupiej i 55-lecia przynależności do dominikanów. W tym samym roku przeszedł na emeryturę. Do końca życia aktywnie pomagał duszpastersko w Louisville. Zmarł w swym mieszkaniu.